# أبو بكر بن عبد الرحمن بن الحارث بن هشام
أبو بكر بن عبد الرحمن بن الحارث بن هشام تابعي، وأحد فقهاء المدينة السبعة، وهو من رواة الحديث النبوي.

## سيرته
ينتمي أبو بكر بن عبد الرحمن بن الحارث بن هشام بن المغيرة إلى بني مخزوم أحد بطون قريش، ولد في خلافة عمر بن الخطاب، وقيل إن اسمه محمد، لكن الراجح أن اسمه كنيته. كان أبوه عبد الرحمن بن الحارث من كبار التابعين وأشراف قومه، أما أمه فهي الشريدة فاختة بنت عتبة بن سهيل بن عمرو من بني حسل بن عامر بن لؤي. وإخوته لأبيه وأمه عمر وعثمان وعكرمة وخالد ومحمد وحنتمة التي ولدت لعبد الله بن الزبير عامرًا وموسى وفاختة وأم حكيم وفاطمة.
حاول أبو بكر اللحاق بجيش الزبير وطلحة يوم الجمل، لكنه رُدّ هو وعروة بن الزبير لصغر سنهما، ثم كُفّ بصره بعدئذ، فتفرغ للعلم، وتفقّه بالمدينة حتى عده أبو الزناد واحدًا من فقهاء المدينة السبعة.
توفي أبو بكر بن عبد الرحمن سنة 94 هـ، وقيل سنة 93 هـ، بالمدينة المنورة، وكان له من الولد عبد الرحمن وعبد الله وعبد الملك وهشام وسهيل والحارث ومريم وأمهم سارة بنت هشام بن الوليد بن المغيرة المخزومية، وأبا سلمة وعمر وربيحة وأمهم قريبة بنت عبد الله بن زمعة بن الأسود بن المطلب الأسدية القرشية، وفاطمة وأمها رميثة بنت الوليد بن طلبة بن قيس بن عاصم المنقري.

## روايته للحديث النبوي
- روى عن: أبيه عبد الرحمن بن الحارث بن هشام وعمار بن ياسر وأبي مسعود الأنصاري وعائشة بنت أبي بكر وأم سلمة وأبي هريرة ونوفل بن معاوية الديلي ومروان بن الحكم وعبد الرحمن بن مطيع بن الأسود وأبي رافع مولى النبي محمد وأسماء بنت عميس[2] وعبد الله بن زمعة بن الأسود وأم معقل الأسدية.[4]
- روى عنه: ابناه عبد الله وعبد الملك ومجاهد بن جبر وعمر بن عبد العزيز وعامر الشعبي وعراك بن مالك وعمرو بن دينار وابن شهاب الزهري وعبد ربه بن سعيد الأنصاري وعكرمة بن خالد المخزومي ومولاه سميّ مولى أبي بكر بن عبد الرحمن وإبراهيم بن مهاجر البجلي وعبد الله بن كعب الحميري وعبد الواحد بن أيمن وابن أخيه القاسم بن محمد بن عبد الرحمن[2] وأبو صخرة جامع بن شداد والحكم بن عتيبة وأبو عبد الرحمن خالد بن زيد الشامي وابنه سلمة بن أبي بكر بن عبد الرحمن وعبد الحميد بن عبد الله بن أبي عمرو وعمارة بن عمير وابنه عمر بن أبي بكر بن عبد الرحمن وأبو صخر يزيد بن أبي سمية الأيلي ويزيد بن عبد الله بن قسيط.[4]
- الجرح والتعديل: وثّقه العجلي[2] وذكره ابن حبان في كتاب «الثقات»، وخليفة بن خياط في الطبقة الثانية من أهل المدينة،[5] وقد روى له الجماعة.[8]

## مكانته
كان أبو بكر بن عبد الرحمن مجتهدًا في الصلاة والعبادة حتى سمّوه «راهب قريش»، وقد أثنى عليه الكثيرون، فقال الواقدي: «كان ثقة، فقيهًا، عالمًا سخيًا، كثير الحديث»، وقال ابن خراش عنه: «هو أحد أئمة المسلمين، هو وإخوته يضرب بهم المثل»، وقال أيضًا: «عمر وأبو بكر وعكرمة وعبد الله بنو عبد الرحمن بن الحارث بن هشام كلهم أجلة ثقات، يضرب بهم المثل، روى الزهري عنهم كلهم إلا عمر»، وقال عنه أخوه عمر بن عبد الرحمن: «كان أبو بكر يصوم ولا يفطر»، وقال الذهبي: «كان أبو بكر بن عبد الرحمن ممن جمع العلم والعمل والشرف، وكان ممن خلف أباه في الجلالة».